# Alexandra Adi
Alexandra Adi (Florida, 13 april 1971) is een Amerikaans actrice.

## Selectieve filmografie
- Eddie (1996)
- Step by Step (1997–1998)
- Brookfield (1999)
- Jawbreaker (1999)
- Tequila Body Shots (1999)
- American Pie (1999)
- Slap Her... She's French (2002)
- Alikes (2002)
- Moving August (2002)
- Mortuary (2006)
- CSI: Miami (2010)